# Francisca Valenzuela
Francisca Valenzuela (phát âm tiếng Tây Ban Nha: [fɾanˈsiska βalenˈswela]; sinh ngày 17 tháng 3 năm 1987 tại San Francisco, California) là một ca sĩ, nhà thơ và người chơi đa nhạc cụ người Chile sinh ra tại Mỹ. Valenzuela sinh ra và lớn lên tại San Francisco, California, nơi cô sống tới năm 12 tuổi trước khi chuyển tới Santiago, Chile. Cô trở nên nổi tiếng tại Chile và Mỹ Latin sau khi phát hành album đầu tay của mình Muérdete La Lengua vào tháng 6 năm 2007. Album thứ hai của cô, Buen Soldado ra mắt tháng 3 năm 2011. Valenzuela đã đạt được cả chứng nhận vàng lẫn bạch kim tại Chile.

## Những năm đầu
Francisca Valenzuela sinh ra tại San Francisco, California, là con của hai nhà khoa học sinh ra tại Chile, Pablo Valenzuela Valdés và Bernardita Méndez Velasco. Cô là người con thứ tư và là con gái duy nhất trong năm người con. Valenzuela theo học Trường Park Day ở gần Oakland, California. Từ khi còn rất nhỏ, Valenzuela đã bộc lộ mối quan tâm tới âm nhạc và bắt đầu học nhạc ở tuổi thứ 7. Tới khi lên 10, cô đã chơi được acoustic guitar và tiếp tục học piano cổ điển. Trong các mùa hè và kì nghỉ Giáng sinh, cô và các anh em trai sẽ du lịch tới Santiago để thăm họ hàng. Cuối cùng thì gia đình cô chuyển vĩnh viễn về Santiago khi cô 12 tuổi. Valenzuela theo học Đại học Saint George, một trường tư nổi tiếng tại khu dân cư Vitacura thuộc Santiago.

## Đời tư
Valenzuela tham gia một khóa học hè về Quan hệ Quốc tế tại Đại học California tại Berkeley. Sau đó, cô học báo chí tại Universidad Católica tại Santiago, Chile. Vào năm 2010, do lịch đi tour và tiền sản xuất album thứ hai bận rộn nên cô đã ngừng việc học và sau đó bỏ học để theo đuổi âm nhạc toàn thời gian. Tới tháng 1 năm 2016, cô đang có quan hệ riêng tư với nhà sản xuất người Chile Vicente Sanfuentes. Cô sống tại Los Angeles, California.

## Lịch sử âm nhạc

### Album phòng thu
| Muérdete La Lengua                                                              | - Released: ngày 11 tháng 6 năm 2007 - Label: Feria Music - Formats: CD, digital download         | 7 | - CHI: Platinum (10,000+ sales) |
| Buen Soldado                                                                    | - Released: ngày 3 tháng 3 năm 2011 - Label: Sony BMG/Independent - Formats: CD, digital download | 3 | - CHI: Gold (5,000+ sales)      |
| Tajo Abierto                                                                    | - Released: ngày 9 tháng 9 năm 2014 - Label: Frantastic Records - Formats: CD, digital download   | — |                                 |
| "—" denotes releases that did not chart or were not released in that territory. |                                                                                                   |   |                                 |

### Đĩa đơn
| "Peces"                                                                         | 2006 | 85 | Muérdete La Lengua       |
| "Dulce"                                                                         | 2006 | 2  | Muérdete La Lengua       |
| "Muérdete La Lengua"                                                            | 2007 | 6  | Muérdete La Lengua       |
| "Afortunada"                                                                    | 2008 | 30 | Muérdete La Lengua       |
| "Muleta"                                                                        | 2008 | 78 | Muérdete La Lengua       |
| "El Tiempo en Las Bastillas"                                                    | 2009 | 93 | Los 80, más que una moda |
| "Quiero Verte Más"                                                              | 2011 | 17 | Buen Soldado             |
| "Que Sería"                                                                     | 2011 | 71 | Buen Soldado             |
| "En Mi Memoria"                                                                 | 2011 | 91 | Buen Soldado             |
| "Buen Soldado"                                                                  | 2012 | 10 | Buen Soldado             |
| "Prenderemos fuego al cielo"                                                    | 2014 | 9  | Tajo Abierto             |
| "Armadura"                                                                      | 2014 | 24 | Tajo Abierto             |
| "—" denotes releases that did not chart or were not released in that territory. |      |    |                          |

#### Với tư cách là nghệ sĩ góp giọng
| "Help Me" (with Latin Bitman)                                                   | 2009 | 91 | Colour      |
| "Al Frío" (with Leonel García)                                                  | 2010 | 84 | Tú          |
| "Mucho Corazón" (with Sussie 4)                                                 | 2012 | —  | Radiolatina |
| "—" denotes releases that did not chart or were not released in that territory. |      |    |             |

## Video âm nhạc
- "Dulce" (2006)
- "Muérdete La Lengua"(2007)
- "Afortunada"(2008)
- "Muleta"(2008)
- "Peces"(2009)
- ""El Tiempo en Las Bastillas"(2009)
- "Help Me (Latin Bitman feat. Francisca Valenzuela) (2009)
- "Estrechez de Corazón (as a featured artist) (2011)
- "Quiero Verte Más" (2011)
- "Que Sería" (2011)
- "En Mi Memoria" (2011)
- "Esta Soy Yo" (2011)
- "Mucho Corazón" (Sussie 4 feat. Francisca Valenzuela) (2012)
- "Buen Soldado (2012)
- "Reina tropical de Brasil" (2014)
- ""Prenderemos fuego al cielo" (2014)
- "Live It" (as a featured artist) (2014)
- "Armadura" (2015)
- "Insulto" (2015)
- "Almost Superstars" (2015)
- "Catedral" (2016)
- "Estremecer" (2016)